# Alby with Thwaite
Alby with Thwaite è un villaggio e parrocchia civile dell'Inghilterra, appartenente alla contea del Norfolk.